# شانون کراوفورد
شانون کراوفورد (انگلیسی: Shannon Crawford؛ زادهٔ ۱۲ سپتامبر ۱۹۶۳) قایقران روئینگ اهل کانادا بود.